# Martin Fanger
Martin Fanger (Sarnen, 28 de marzo de 1988) es un deportista suizo que compitió en ciclismo de montaña en la disciplina de campo a través.
Ganó una medalla de oro en el Campeonato Mundial de Ciclismo de Montaña de 2006 y dos medallas en el Campeonato Europeo de Ciclismo de Montaña, oro en 2006 y plata en 2005.

## Medallero internacional
| Campeonato Mundial | Campeonato Mundial      | Campeonato Mundial | Campeonato Mundial         |
| Año                | Lugar                   | Medalla            | Competición                |
| ------------------ | ----------------------- | ------------------ | -------------------------- |
| 2006               | Rotorua (Nueva Zelanda) | Medalla de oro     | Campo a través por relevos |
| Campeonato Europeo |                         |                    |                            |
| Año                | Lugar                   | Medalla            | Competición                |
| 2005               | Kluisbergen (Bélgica)   | Medalla de plata   | Campo a través por relevos |
| 2006               | Lamosano (Italia)       | Medalla de oro     | Campo a través por relevos |